# Szulborze Wielkie
Szulborze Wielkie is een dorp in het Poolse woiwodschap Mazovië, in het district Ostrowski (Mazovië). De plaats maakt deel uit van de gemeente Szulborze Wielkie.